# Te tengo en salsa
{{Ficha de programa de televisión
|tipo                   = 1
|título                 = Luz Daniela
|imagen                 = 
|tamaño de imagen       = 
|pie de imagen          = 
|género                 = Telenovela
|reparto                = Estefanía López
[[Luciano D' Alessandro]
Mirela Mendoza
Kiara
Roberto Moll
Hilda Abrahamz
Wanda D'Isidoro
|tema principal         = Yo te Recuerdo
|autor tema principal   = Rudy La Scala
|interprete principal   = Juan Gabriel
|país de origen         = Venezuela
|ambientación           = Caracas, 2001 - 2003
|idioma                 = Español
|num episodios          = 100
|productor              = Ricardo Álamo
José Gerardo Guillén
Eduardo Orozco
|productor ejecutivo    = Arquimedes Rivero
|director               = César Bolívar
Tony Rodriguez
|guionista              = Original de:
Bernardo Romero Pereiro
Adaptada por:
Delia Fiallo
|empresa productora =
|distribuidor =
|cadena                 = RCTV
|horario                = lunes a sábado a las 1:00 p. m
|primera emisión        = 22 de noviembre de 2006
|última emisión         = 1 de mayo de 2008
|otras cadenas          =  Telefutura
 TVN / Telemix Internacional
 Ecuavisa
 Telesistema
 Tele Once
 Azteca 7
 Euforia Lifestyle TV
 NeT
|precedido por          = Y los declaro marido y mujer
|sucedido por           = Mi prima Ciela
|filmaffinity           = 
|imdb                   = 
|tv com                 = 
}}
Te tengo en salsa es una telenovela venezolana producida y transmitida por la cadena RCTV entre los años 2006 y 2007. Original de las escritoras Ana Teresa Sosa y Neida Padilla. 
Protagonizada por Estefanía López, Luciano D' Alessandro y Eduardo Orozco, quien interpreta un doble papel (protagonista y antagonista), con la actuación antagónica de Mirela Mendoza, Kiara y Roberto Moll, con la actuación estelar de Wanda D'Isidoro e Hilda Abrahamz. Fue la última telenovela en terminar antes de que se venciera la concesión para señal abierta de RCTV en el año 2007.

## Sinopsis
La protagonista de Te tengo en salsa es Adriana Palacios Guillén, una mujer cuya situación económica pasa por graves apuros. Cuando su hermana menor, Patricia, queda embarazada de un desconocido y decide dar en adopción a su hija recién nacida, Adriana decide adoptar a su sobrina, a la que llama Tatiana, a pesar de su mala situación. 
Patricia tiene que marcharse, pero antes de emprender su camino le confiesa a Adriana que el padre de su hija se llama C. R. Perroni, al cual recuerda como un hombre muy atractivo y un gran amante.
Obligada por sus problemas económicos, Adriana se presenta en "Da Perroni", el restaurante del supuesto padre de Tatiana, pero se sorprende enormemente al descubrir que el galán encantador que describió Patricia es un hombre parco, malhumorado y obeso, quien nunca habría podido ser amante de su exigente hermana.
Adriana entra a trabajar de incógnito en el restaurante de César Román Perroni, para descubrir si en realidad es el hombre que busca. Con el tiempo, crecen en ella el respeto y la admiración cuando descubre que detrás del excesivo sobrepeso de este chef se oculta un hombre fascinante y un cocinero excelso. Él, por su parte, se enamora perdidamente de la joven, pero su poca autoestima y su extrema timidez le impiden hacerlo público.
Las cosas se complican cuando llega a la vida de Adriana otro C. R. Perroni, un apuesto y seductor galán que a primera vista encaja perfectamente con la descripción de Patricia; parece evidente que se trata del verdadero padre de su sobrina. Se trata de Carlos Raúl, hermano de César Román, quien queda impactado con Adriana y utiliza todas sus artimañas para conquistarla, lo que despierta unos incontrolables celos en su hermano.
Toda la historia da un giro, cuando Adriana descubre a los hermanos hablando de sus encuentros sexuales con Patricia y calificándola de ramera. Indignada y sabedora de que uno de los dos puede ser el padre de Tatiana, decide vengarse de una vez por todas de ambos, ¿y qué mejor manera de vengarse que enfrentarlos por amor?
Así es como Adriana se divierte y desquita viendo a los Perroni propinarse toda clase de golpes bajos, trampas infantiles y zancadillas plagadas de humor y torpeza, con el único objetivo de conquistarla. Sin embargo, la verdadera bomba estallará con el regreso de Patricia y con un suceso inesperado que truncará las vidas de todos: el regreso de Christian, el gemelo de César Román a quien toda la familia creía muerto pero quien en verdad fue desterrado de los Perroni por el propio Don Salvatore por ambicioso, cruel y malvado. Ahora Christian buscará vengarse de toda su familia y enfocará toda su maldad en Adriana buscando así destruir a sus hermanos acabando con la mujer que César Román y Carlos Raúl Aman.

## Elenco
- Estefanía López - Adriana Palacios Guillén
- Luciano D' Alessandro - Carlos Raúl Perroni Montiel
- Eduardo Orozco - César Román Perroni Montiel/ Christian Perroni Montiel
- Mirela Mendoza - Ninoska Valladares
- Hilda Abrahamz - Gioconda Chaparro
- Gigi Zanchetta - Matilde Guillén De Palacios
- Kiara - Azalea Montiel De Perroni
- Roberto Moll - Salvatore Perroni
- Iván Tamayo - Humberto Sánchez
- Julio Pereira - Emiliano Palacios
- Gustavo Rodríguez - Émerson Chaparro
- Wanda D'Isidoro - Beatrice Perroni
- Juliet Lima - Patricia Palacios Guillén
- Alejandro Otero - Ignacio Fustinioni
- Martha Olivo - Mamá Juana
- Luis Olavarrieta - Yonlenon Chaparro
- Juan Carlos Lobo - Joel Morales
- Reinaldo Zavarce - Diego Sánchez
- Michelle Taurel - Alicia Rivero
- Natasha Moll - Yaritzi del Carmen Chaparro
- Émerson Rondón - Mauricio Arcaya
- Yoletti Cabrera - Francesca León
- Cristina Dacosta - Victoria Palacios
- Gabriel Fernández - Luciano Guillén
- Jeanette Flores - Clarisa López
- Claudia Moreno - Raiza Castañeda
- Alicia Hernández - Desireé Salgado
- Ángel Lozano - Chef Lozano (invitado especial)
- Sebastián Díaz - Melgikson Chaparro
- Omaira Abinade - Leticia Pérez
- Jessica Rodríguez - Vanessa Regalado
- Vanessa Flores - Sonalí Castillo
- Lance Dos Ramos - Él mismo

## Temas musicales
- Te tengo en salsa de: Golpe Bajo - (Tema principal de telenovela)
- Corazón de: Hany Kauam - (Tema de Adriana y Carlos Raúl)

- Datos: Q6139499